# Интеллиджент
Инте́ллиджент-дра́м-н-бе́йс (англ. intelligent drum'n'bass) или просто инте́ллиджент — поджанр драм-н-бейса.
Широко распространённый термин, определяющий поджанр драм-н-бейс музыки, на которую оказали огромное влияние такие стили, как лаунж-джаз (lounge jazz) и эмбиент (ambient). Как правило, музыка создаёт ощущение прибоя: с приливами и отливами синтезаторных проигрышей, с глубокими, но мягкими саб-басами. Нередко используются семплы из джаза, причём они могут смешиваться с гитарным или вокальным звуком или с засэмплированной флейтой.